# ملوخیه

واین ملوخیه درعلم اشپزی وپزشکی کاربرددارد

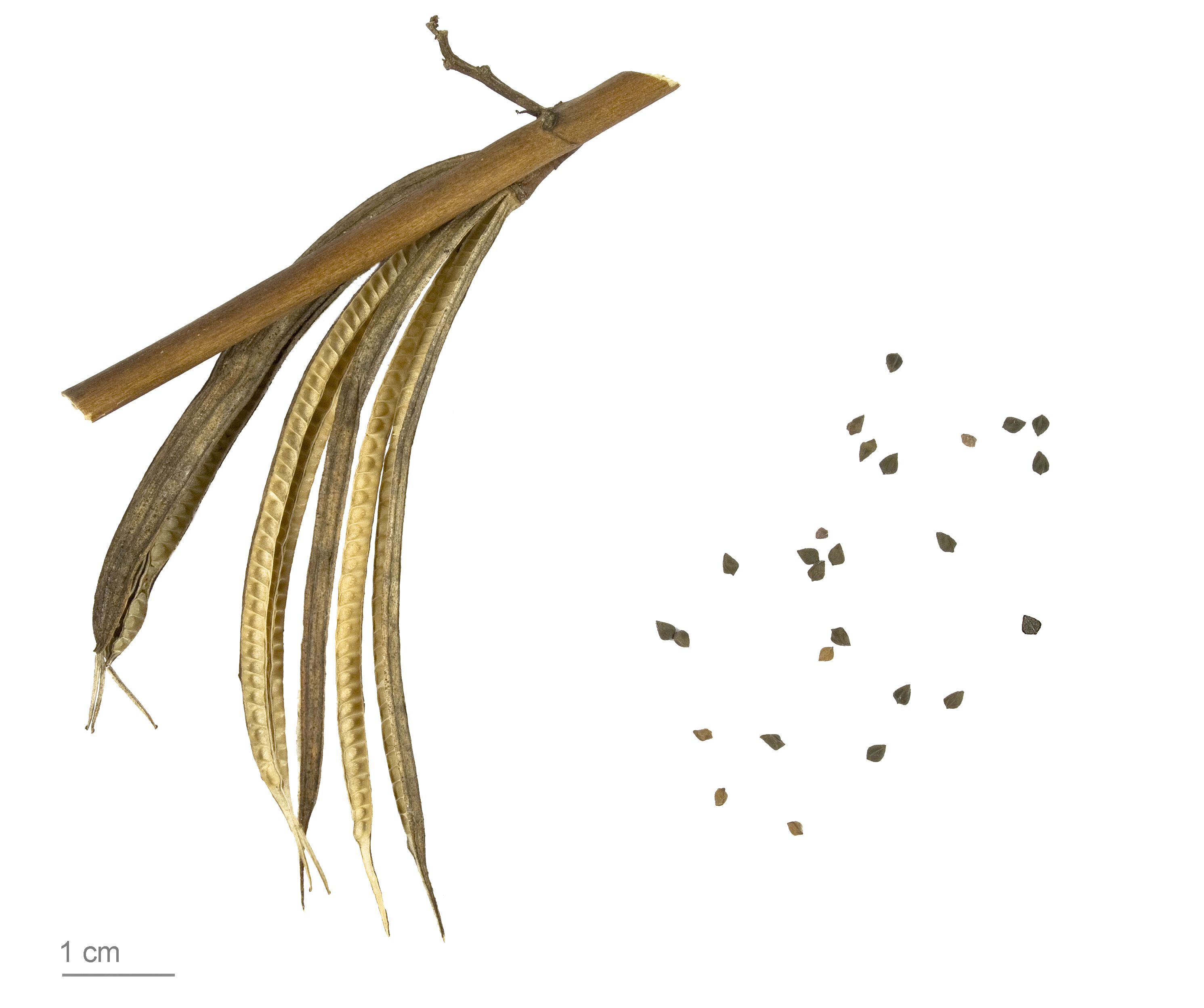
Corchorus olitorius

ملوخیه (به عربی: ملوخية) که به آن ملوخیا هم گفته می‌شود یک گونه سبزی است؛ که در خاورمیانه، آفریقای خاوری، جنوب آسیا و شمال آفریقا به عنوان یک مزه‌دهنده در آشپزی کاربرد دارد. سبزی ملوخیه بیشتر جوشیده می‌شود و مایع به دست آمده از آن کمی غلیظ است و بیشتر به عنوان خورش و سوپ خورده می‌شود. غذایی به نام «ملوخیه» نیز در سواحل دریای مدیترانه مانند قرمه‌سبزی در ایران دارای طرفداران پروپا قرصی است. وگانیتی (بزرگ‌ترین رستوران گیاهی جهان در دبی) نیز این خورش را سرو می‌کند.

## ویژگی‌های درمانی و سودمندی‌ها
ملوخیه سرشار از بتاکاروتن، آهن، کلسیم و ویتامین سی است.
همچنین دارای مواد معدنی سودمند و آنتی‌اکسیدان‌های بسیار قوی است.
از ملوخیه برای درمان زخم، زخم معده، ناراحتی و اختلال‌های گوارشی به کار می‌رود.

## کاربرد در آشپزی

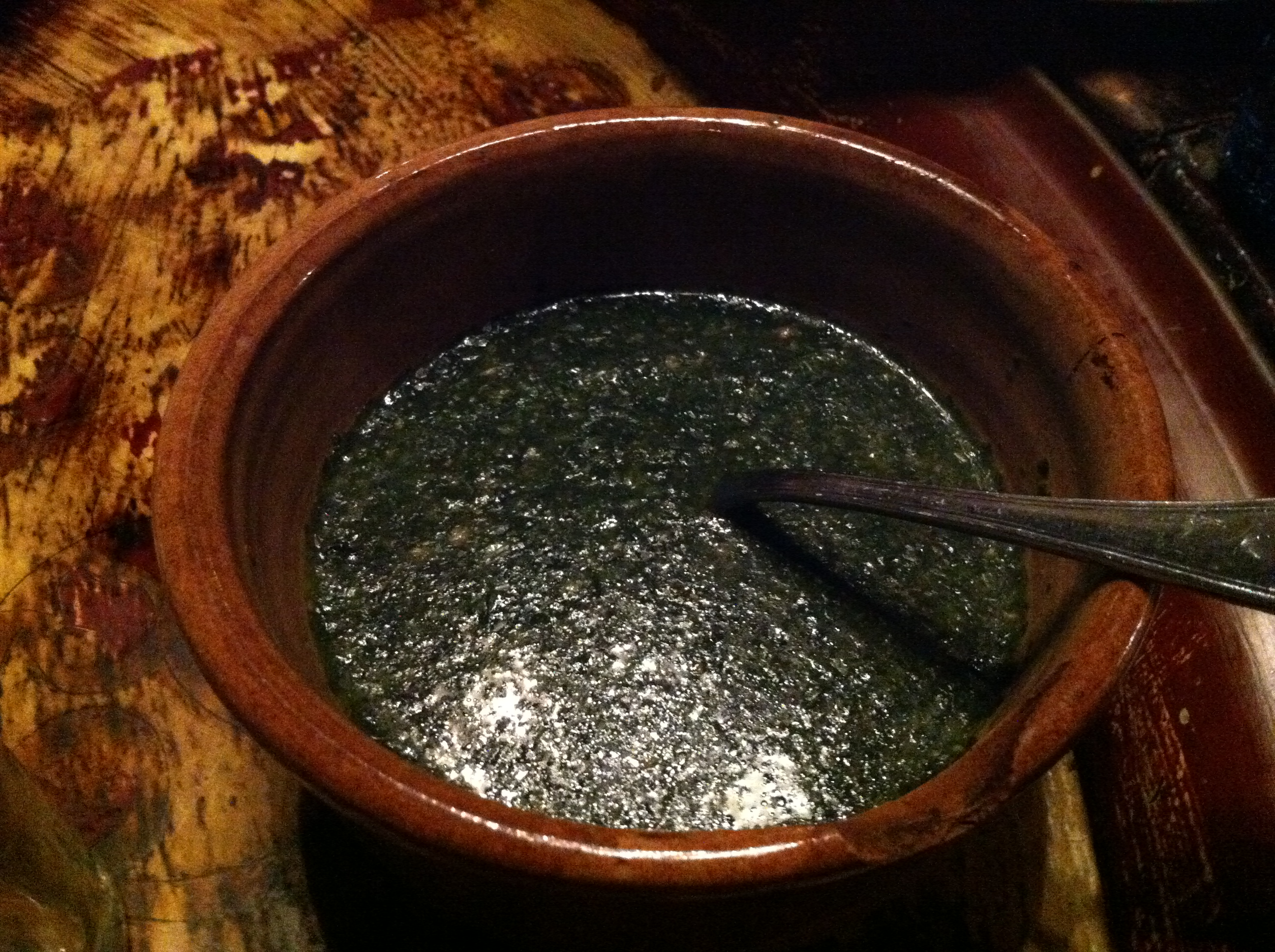
ملوخیه

ملوخیه در آفتاب شدید می‌روید و کاربرد آن به زمان فرعون‌ها در مصر می‌رسد.
در طبخ «ملوخیه» از سبزی ملوخیه، سیر، گوشت مرغ یا گوشت گاو به عنوان مواد پایه استفاده می‌شود. روش پخت آن نیز مانند قرمه‌سبزی است با این تفاوت که به جای سبزی قرمه از ملوخیه و به جای لیمو عمانی از سیر استفاده می‌شود. امروزه سوپی که با ملوخیه درست می‌شود در مصر به عنوان خوراک ملی شناخته می‌شود مانند فول مدامس و کوشاری.
مزهٔ ملوخیه کمی تلخ است ولی ویژگی‌های پزشکی فراوانی دارد و بیشتر مردم در آفریقا آن را به جای داروهای شیمیایی می‌خورند.

### آشپزی مصری
در مصر ملوخیه را آب‌پز می‌کنند، سپس محلول رقیق آن را با سیر ریز شده و گوشت مرغ به عنوان سوپ می‌خورند.
ملوخیه در مصر دوستداران فراوانی دارد و مردم آن را مانند هویت ملی خویش ارج می‌نهند.
زیرا در دوران فراعنه نیز خوراکی شبیه به همین ملوخیه امروزی در دربار فرعون‌ها سرو می‌شده‌است.
علاقه مردم مصر به ملوخیه آن قدر فراوان بوده که حتی پس از کوچ کردن به کشورهای اروپایی، آمریکای شمالی و استرالیا هم مزهٔ ملوخیه را فراموش نکرده‌اند و در بازارها و سوپرمارکت‌های خاورمیانه‌ای همه کشورهای مهاجرپذیر مانند آمریکا و … ملوخیه به فراوانی یافت می‌شود.

### آشپزی کنیایی
در کنیا ملوخیه را با نام مرِندا (Mrenda) یا آپوس می‌شناسند.
در کنیا از محبوب‌ترین سبزی هاست و بر سر سفره همه خانواده‌ها یافت می‌شود.
در کنیا آن را پس از شستن در آب نمک فراوان ۳۰ دقیقه می‌جوشانند و سپس به آن بیرکربنات سودا می‌افزایند.
سپس آن را با دیگر سبزیجات محلی مخلوط کرده و همراه با پیاز و گوجه و ادویه‌هایی مانند کاری، فلفل، زردچوبه و … در روغن سرخ می‌کنند.

### آشپزی تونسی
در تونس و بخش‌های خاوری الجزایر روش پخت ملوخیه متفاوت است.
برگ‌های ملوخیه همراه با ساقه خشک شده، سپس پودر می‌شود سپس آن را ۵ تا ۷ ساعت می‌جوشانند.
سپس آن را با روغن زیتون و رب گوجه فرنگی مخلوط می‌کنند و همراه با تکه‌های بزرگ گوشت قرمز پخته شده همراه با نان‌های فرانسوی یا ایتالیایی می‌خورند.

### آشپزی آفریقای باختری
در آفریفای باختری مانند سیرالئون ملوخیه را کرن کره(Kren-Kre) می‌نامند و همراه با سس روغن درخت خرما و برنج و گیاه فوفو سرو می‌شود؛ یا بدون سس روغن درخت خرما، مخلوط و بخاپز می‌شود.
در برخی کشورهای آفریقای باختری ملوخیه را در روغن درخت خرما سرخ می‌کنند و به آن سس پالاوا می‌گویند.

### آشپزی اردنی
در اردن ملوخیه را به صورت تازه یا خشک شده در آشپزی به کار می‌برند.
نخست برگ تازه یا خشک شده آن را در روغن گی (گونه روغن حیوانی) سرخ می‌کنند و با آب مرغ مخلوط می‌کنند، پس از اینکه مایع غلیظ تر شد به آن میخک، سیر له شده و گوشت مرغ می‌افزایند؛ سپس آن را با لیموی تازه و نان پیتا سرو می‌کنند.

### آشپزی فلسطینی
در فلسطین با ملوخیه یک سوپ کاملاً پخته و غلیظ درست می‌کنند و آن را همراه با دیگر خوراک‌های اصلی بر سر سفره می‌گذارند.

### آشپزی قبرسی
در قبرس ملوخیه را در یک قابلمه بزرگ همراه با مقدار فراوانی آب می‌جوشانند سپس آن را از صافی رد کرده و له می‌کنند، سپس آن را با یک تکه بزرگ مرغ در روغن زیتون سرخ می‌کنند.
پس از ده دقیقه به آن میخک؛ سیر له شده، پیاز خرد شده، رب گوجه فرنگی، آب لیمو و فلفل و نمک می‌افزایند و پس از ۲۰ دقیقه پختن آن را سرو می‌کنند.

### آشپزی لبنانی
لبنانی‌ها در هنگام ماه رمضان از غذاهایی مانند ملوخیه، کباب، مرغ شکم‌پر، مغربیه، صیادیه ماهی و سایر غذاهای دریایی به عنوان وعده شام استفاده می‌کنند. آنها این خورش را با سیر، روغن زیتون، سینه مرغ، میخک، گیشنیز، آب لیمو، برگ خلیج، پیاز و سبزی ملوخیه تهیه می‌کنند.